# Величко, Самуил Васильевич
Самуи́л (Самойло) Васи́льевич Вели́чко (укр. Самійло Васильович Величко; 1670, Жуки — около 1728, там же) — запорожский казацкий летописец, представитель казацкой историографии, один из первых историков Войска Запорожского, ссылавшийся на широкий круг источников, включая свидетельства иностранцев.

## Биография
В юношеском возрасте поступил на службу в Войско Запорожское. Учился в Киевском (Могилянском) коллегиуме; владел латинским, немецким и польским языками. Служил секретарём при гетмане И. С. Мазепе, принимал участие в секретной переписке последнего с царём Петром Великим. Отстранён от службы в Генеральной войсковой канцелярии после казни генерального писаря и генерального войскового судьи Василия Кочубея (1708).

## Наследие
Главный труд жизни Величко — «Летопись событий в Юго-Западной России в XVII веке» (тт. 1—4, 1848—64), в котором Величко, используя сравнительно широкий круг документов как гетманской канцелярии, так и иностранных источников, излагает историю Юго-Западной Руси в связи с историей Русского государства, Речи Посполитой, Молдавского княжества.

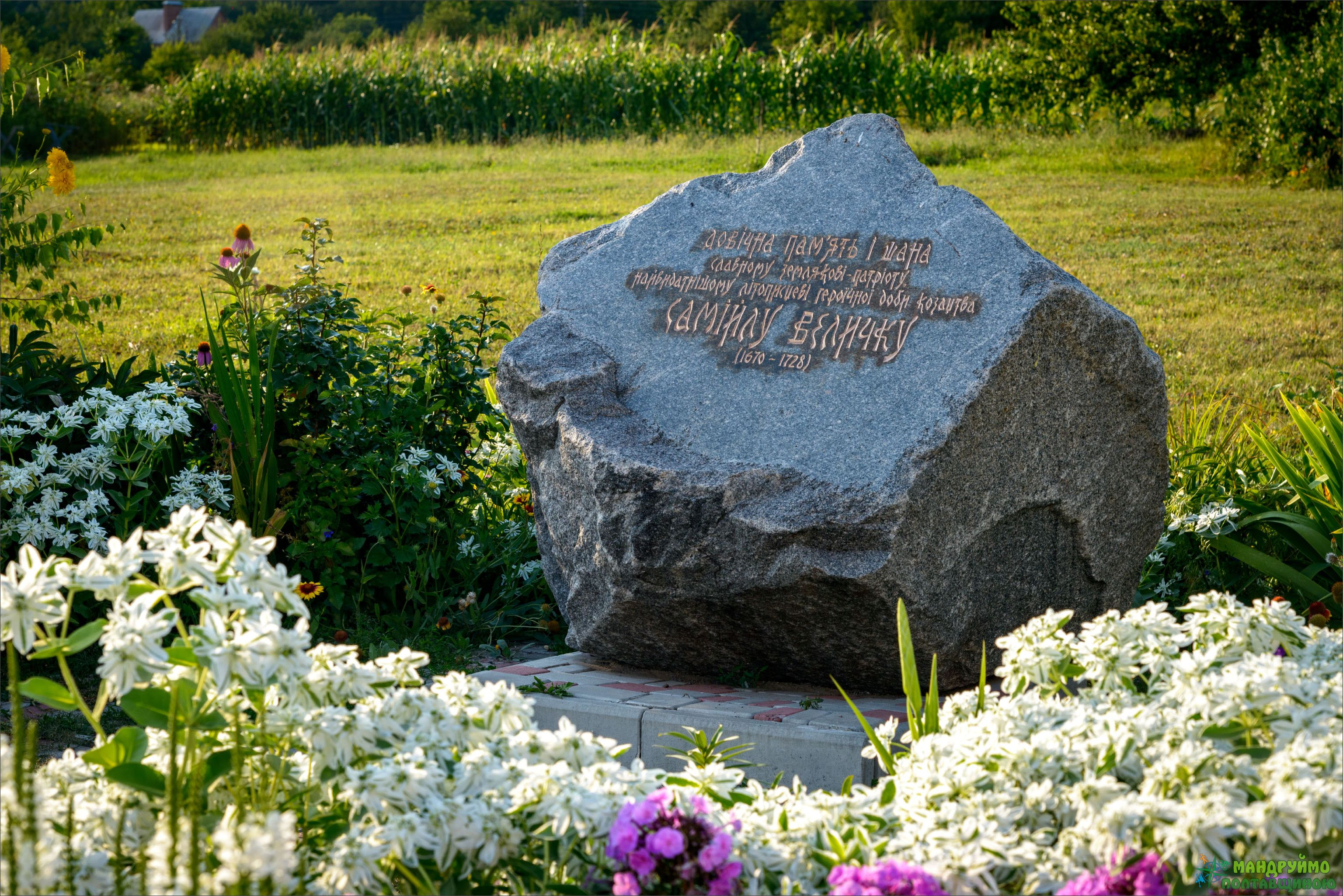
Памятный камень Величко

Считается, что написание им Летописи было вызвано «возбужденным народным самосознанием в эпоху борьбы Богдана Хмельницкого с польским владычеством». Согласно первому изданию «БСЭ» Величко «сильно идеализировал прошлое казачества и его героев. При составлении „Летописи“ недостаточно критически относился к источникам, к-рыми пользовался (хроники, церковная литературу и т. д.), помещая в некоторых случаях документы подложные.»
Одними из основных источников для него являлись дневники польского хрониста Симона Окольского о подавлении в 1638 году польскими войсками крестьянско-казацкого восстания, переведённые С. В. Лукомским в XVIII веке.
Величко отрицательно относился к народным массам и их борьбе против польских магнатов и помещиков, но вместе с тем возражал против восстановления на территории Гетманщины крепостничества в том виде, в каком оно существовало до освободительной войны 1648—1654 годов в Польше. Выступал распространителем хазарского мифа о происхождении казаков.